# Chris Kachel
Chris Kachel (* 19. Juni 1955 in Tamworth) ist ein ehemaliger australischer Tennisspieler.

## Karriere
Ab 1972 trat Chris Kachel auf der ATP World Tour in Australien an, ab 1974 auch auf internationalem Boden. Im Einzel kam er nur selten über die zweite Runde eines Turniers hinaus. Beim Challenger in Nagoya 1979 schied er im Halbfinale gegen den Mexikaner Marcelo Lara aus, im selben Jahr kam er beim Challenger in Brisbane bis ins Finale, wo er gegen Dale Collings verlor. Dies waren die besten Einzelergebnisse seiner Karriere.
Im Doppel war er erfolgreicher. Bereits bei seiner ersten Teilnahme in Wimbledon kam er 1973 an der Seite von Eugene Russo bis ins Viertelfinale, wo sie den späteren Finalisten John Cooper und Neale Fraser unterlagen. Im Jahr 1975 erreichte er mit Peter McNamara in Sydney erstmals ein Doppelfinale, dass sie glatt in zwei Sätzen gegen Mark Edmondson und John Marks verloren. Zweimal in seiner Karriere erreichte er bei einem Grand-Slam-Turnier ein Halbfinale der Doppelkonkurrenz; 1976 bei den US Open mit Colin Dowdeswell und 1977 bei den Australian Open mit Colin Dibley. Mit John Marks gewann er 1977 in Manila seinen ersten von drei Doppeltiteln. Nach 1980 trat er bei keinem hochklassigen Turnier mehr an.
Von 1990 bis 2002 war Kachel Cheftrainer im Australian Institute of Sport. Im Jahr 2000 wurde ihm für seine Leistungen als Trainer die Australian Sports Medal verliehen.

## Erfolge
| Legende                 |
| Grand Slam              |
| Masters Grand Prix      |
| Grand Prix Super Series |
| Grand Prix Series (3)   |
| ATP Challenger Tour (3) |

| Titel nach Belag |
| Hartplatz (1)    |
| Rasen (1)        |
| Sand (1)         |
| Teppich          |

### Doppel

#### Turniersiege

##### ATP Tour
| Nr. | Datum             | Turnier  | Belag     | Partner      | Finalgegner              | Ergebnis      |
| --- | ----------------- | -------- | --------- | ------------ | ------------------------ | ------------- |
| 1.  | 20. November 1977 | Manila   | Sand      | John Marks   | Mike Cahill Terry Moor   | 4:6, 6:0, 7:6 |
| 2.  | 10. Dezember 1979 | Adelaide | Rasen     | Colin Dibley | John Alexander Phil Dent | 6:7, 7:6, 6:4 |
| 3.  | 31. Dezember 1979 | Hobart   | Hartplatz | John James   | Phil Davies Brad Guan    | 6:4, 6:4      |

##### Challenger Tour
| Nr. | Datum          | Turnier  | Belag     | Partner    | Finalgegner               | Ergebnis |
| --- | -------------- | -------- | --------- | ---------- | ------------------------- | -------- |
| 1.  | 9. Januar 1978 | Hobart   | Hartplatz | John Marks | Greg Braun Peter Campbell | 6:1, 6:4 |
| 2.  | 7. April 1980  | Maebashi | Hartplatz | John Marks | Syd Ball Cliff Letcher    | 6:4, 7:6 |
| 3.  | 5. Mai 1980    | Galatina | Sand      | Syd Ball   | Tim Garcia Michael Grant  | 6:2, 6:1 |

#### Finalteilnahmen
| Nr. | Datum             | Turnier    | Belag    | Partner          | Finalgegner                    | Ergebnis |
| --- | ----------------- | ---------- | -------- | ---------------- | ------------------------------ | -------- |
| 1.  | 21. Dezember 1975 | Sydney     | Rasen    | Peter McNamara   | Mark Edmondson John Marks      | 1:6, 1:6 |
| 2.  | 3. April 1977     | Nizza      | Sand     | Chris Lewis      | Ion Țiriac Guillermo Vilas     | 4:6, 1:6 |
| 3.  | 17. Juli 1977     | Kitzbühel  | Sand     | Colin Dowdeswell | Buster Mottram Roger Taylor    | 6:7, 4:6 |
| 4.  | 1. August 1977    | Louisville | Sand     | Cliff Letcher    | John Alexander Phil Dent       | 1:6, 4:6 |
| 5.  | 31. Oktober 1977  | Tokio      | Sand     | Colin Dibley     | Geoff Masters Kim Warwick      | 2:6, 6:7 |
| 6.  | 26. November 1978 | Manila     | Sand (i) | Ross Case        | Sherwood Stewart Brian Teacher | 3:6, 6:7 |
| 7.  | 9. Juli 1979      | Newport    | Rasen    | John James       | Bob Lutz Stan Smith            | 4:6, 6:7 |
| 8.  | 8. Oktober 1979   | Brisbane   | Rasen    | John James       | Ross Case Geoff Masters        | 6:7, 2:6 |